# 匯率制度
匯率制度（英文：exchange rate regime）指一國貨幣管理部門在外匯市場管理本國貨幣與其他貨幣關係的方式。匯率制度與貨幣政策有密切的關係，兩者通常受共同因素所影響。
匯率為一國貨幣和其他國家貨幣之間的兌換比例。根據經濟學傳統的分類，匯率制度可粗略地劃分為三種：浮動匯率，意即由市場主宰標的貨幣匯率的變化；釘住浮動，即是由中央銀行維持匯率在某個目標範圍或指定數值附近上下浮動；固定匯率，貨幣與黃金、某種國際性貨幣（通常該國際性貨幣選擇多為美元或者歐元）之間的匯率被鎖定在某一點或者採用一籃子貨幣組合來維持其幣值。這裡所指的匯率是官方匯率，即是中央銀行與一般銀行之間的兌換率，而非外匯交易根據的市場匯率。
實務上的情況則較複雜，國際貨幣基金會在2006年公佈了對世界各國匯率制度的分類，當中把各國制度按其浮動性分爲以下八種。

## 種類

### 沒有分離法幣的兌換安排
沒有分離法幣的兌換安排（exchange arrangements with no separate legal tender）：這些國家以另一國家的貨幣作為本國的主要法幣或者這些國家屬於某一貨幣或通貨聯盟的成員，在此聯盟之下的成員國共用同一種法幣。例子：厄瓜多爾、中非經濟貨幣共同體、歐元區

#### 美元化
一些國家的居民可能同時全面採用外幣進行日常交易，或者至少與其本國貨幣平行使用，這種情況稱之爲美元化。美元化並不特指那些國家必須採用美元，其可能使用美元以外的貨幣代替本國貨幣。巴拿馬、薩爾瓦多和厄瓜多爾是美元化的好例子，這三個國家暫時不存在當地政府發行的貨幣，公營機構和民間機構俱放棄原有貨幣而使用美元，這種政策由當地政府實施。這些國家由於通貨膨脹的關係，原有貨幣長期貶值，或者銀行體系出現嚴重危機，最後不得不採取美元化，放棄自身的貨幣政策。這些國家透過使用美元得以跟美國發展緊密的經濟合作關係和維持貨幣穩定，但是喪失了鑄幣收益和制定自身貨幣政策的主權，另外由於貨幣並非自己本身發行，中央銀行也無法擔當最後貸款人的角色（lender of last resort），這身份原能透過政府貸出自身貨幣協助國内金融機構解決流動性問題，避免破產。這也是不可能的三位一體的體現。
朝鮮和蒙古則是非美元的例子，由於朝鮮自身的朝鮮圓在國際上並不流通，其對外貿易活動多以人民幣進行；蒙古情況大致相同，蒙古貨幣圖格裏克和人民幣同時流通，而且蒙古的銀行更加開辦人民幣存款服務。
需要注意的是，朝鮮和蒙古跟巴拿馬、薩爾瓦多和厄瓜多爾並不同，前兩者保留了其本身的貨幣和匯率制度，而後三者則徹底放棄其已有貨幣。因此朝鮮和蒙古並非劃分在「沒有分離法幣的兌換安排」之下。

### 貨幣發行局安排
貨幣發行局制度（currency board arrangement）：這貨幣制度建基于一個政府的立法保證，承諾按固定匯率把一指定外幣與等價本國貨幣兌換，並結合對發鈔機構的限制以滿足法律責任。例子：香港、汶萊、列支敦士登
貨幣發行局制度的關鍵在於要求中央銀行確保當地所發行的貨幣有等值外匯保險其支付能力。沒有額外一單位的外幣儲備進入經濟體，則本國貨幣也不能新增一單位。
例如香港金融管理局要求三間發鈔銀行可以按7.8港元兌1美元的匯率以美元向金管局購買負債證明書，或相反，以負債證明書按7.8港元兌1美元的匯率退回等值美元。即是說，發鈔銀行要增加或減少貨幣供應，都必須以等值的美元支持。當中的樞紐就是負債證明書。
政府或中央銀行在正常情況下不會主動插手干預外匯市場（即透過控制港元的供應與需求來直接影響匯率）。

### 其他常規固定釘住安排
其他常規固定釘住安排（other conventional fixed peg arrangement）：這些國家按固定匯率把其貨幣和一主要貨幣或一籃子貨幣組合釘住，匯率可在圍繞中心匯率的狹窄邊際或者正負1%波動。例子：中國、卡塔爾、科威特

### 水平區間釘住
水平區間釘住（pegged with horizontal bands）：任由匯率在中心匯率周圍的固定範圍波動，而這波動通常允許大於1%。例子：丹麥、匈牙利

### 爬行釘住
爬行釘住（crawling pegs）：貨幣按周期而少量地在一個固定且預先公開的匯率或者按某些特定指標而作出調節。例子：伊朗、哥斯達黎加

### 爬行釘住的匯率
爬行釘住的匯率（exchange rates within crawling bands）：貨幣價值維持在按中心匯率的指定波動邊際内，按周期在一個固定且預先公開的匯率或者按某些特定指標而作出調節。

### 匯率無跡可遁的管理浮動
匯率無跡可遁的管理浮動（managed floating with no preannounced path for the exchange rate）：中央銀行活躍地透過在外匯市場的干預影響匯率變化，但沒有預告或表明匯率變化路徑。例子：阿根廷、新加坡、泰國、俄羅斯

### 獨立浮動
獨立浮動（independent floating）：匯率是由市場和政府對外匯市場干預所決定，旨在緩和匯率變化和防止匯率過度波動，而不是在為它建立一個固定水平。例子英國、日本、美國、澳大利亞
浮動匯率是最常見的匯率制度，美元、日圓和英鎊都是採取此制度。然而，有時候中央銀行可能採取行動干預其匯價，避免本國貨幣過分升值或貶值，影響貿易和打擊經濟，這種帶有政府干預性質的匯率制度又會稱之爲為管理浮動（managed float）或者混濁浮動（dirty float），相對來說，政府不加干預的匯率制度則稱爲潔淨浮動（clear float）。